# Fucile Baker
Pattern 1800 Infantry Rifle (detto anche fucile Baker dal suo inventore Ezekiel Baker) è un modello di fucile utilizzato dalla fanteria del British Army utilizzato nella prima metà del XIX secolo, fino alla sua sostituzione col fucile Brunswick.

## Storia
Ezekiel Baker, ex apprendista al Henry Nock, lavorò a Whitechapel (Londra) per circa venticinque anni; dopo aver avviato un'attività in proprio, Baker ottenne contratti dal governo e dalla Compagnia Inglese delle Indie Orientali per fornire moschetti e pistole. Per ottenerli  gli fu utile essere amico di Coote Manningham, uno dei responsabili delle forniture dell'esercito britannico, e del Principe del Galles, che facilitò la scelta del suo disegno ed un ordine per 800 fucili, che poi furono forniti ai reparti (tranne quelli montati, causa la lunghezza).

## Aspetti tecnici
Il meccanismo e l'impostazione del fucile erano stati copiati dai fucili degli Jäger, tiratori scelti tedeschi che agivano in piccoli gruppi muniti di fucili di precisione dal calibro inferiore a quello abitualmente usato nelle armi della fanteria di linea.

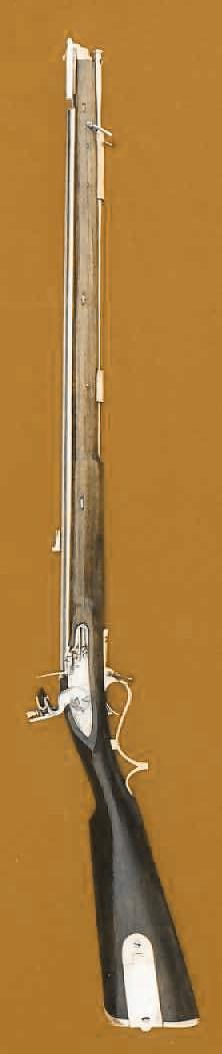

## Utilizzo
Fu adoperato durante le guerre napoleoniche, come ad esempio nella battaglia di Waterloo contro Napoleone, e nelle vicende belliche per l'indipendenza del Texas contro le truppe messicane nella battaglia di Alamo e in alcune guerre indiane.